# Aimable Pélissier
Aimable Jean Jacques Pélissier, książę de Malakoff (ur. 6 listopada 1794 w Maromme, zm. 22 maja 1864 w Algierze) – francuski wojskowy i mąż stanu, marszałek Francji, uczestnik wojny krymskiej; znany jako zdobywca Algierii i twierdzy Sewastopol.

## Życiorys
Wcześnie przeznaczony przez rodzinę do zawodu żołnierza, uczęszczał do znanej wojskowej szkoły w La Flèche, a następnie ukończył studia w prestiżowej Akademii Wojskowej Saint-Cyr. W 1815 otrzymał promocję na stopień podporucznika artylerii; po odbytym w 1819 egzaminie dodatkowym skierowano go do pracy sztabowej. Jako adiutant uczestniczył w kampanii interwencyjnej podczas konfliktu wewnętrznego w Hiszpanii (1823), a w latach 1828–1829 także we francuskiej ekspedycji generała Maisona na pacyfikowaną przez Turków Moreę.  
Następnie odbywał z przerwami służbę w Algierze, gdzie uczestniczył w działaniach prowadzonej przez Francuzów kolonizacji i w podboju kraju. Po krótkim pobycie w 1830 przerwanym służbą sztabową w Paryżu, powrócił tam w 1839 jako uczestnik kampanii skierowanej przeciw zrewoltowanemu emirowi Abd El-Kaderowi. W walce z jego partyzantką odznaczył się zdecydowaniem i bezwzględnością, m.in. w czerwcu 1845 doprowadzając do zagazowania cywilnej ludności plemienia Uled Riah w jaskiniach gór Dahra, gdzie szukała ona schronienia. Awansowany w 1846 do rangi generała brygady, w latach 1848-1851 pełnił funkcję wojskowego komendanta nadbrzeżnej strefy Oranu. W 1852, po prezydenckim zamachu stanu Napoleona III, przejściowo pełnił obowiązki gubernatora Algierii, kierując podbojem plemiennych terytoriów południowych. 
W styczniu 1855 został na miejsce marszałka Canroberta mianowany dowódcą francuskiego korpusu ekspedycyjnego w toczącej się wojnie krymskiej. W trakcie oblężenia Sewastopola pod jego dowództwem 8 września dokonano zdobycia decydującej pozycji – fortu na wzgórzu Małachowskim, i opanowania twierdzy. W uznaniu tych zasług uzyskał natychmiastową nominację na marszałka Francji, a w lipcu 1858 przyznano mu również tytuł księcia Malakoff. Od marca 1858 do kwietnia 1859 pełnił obowiązki ambasadora w Londynie, a od 1860 pozostawał aż do śmierci na stanowisku gubernatora francuskiej Algierii.